# 鈴木豊 (会計学者)
鈴木 豊（すずき ゆたか、1945年 - ）は、日本の会計学者。青山学院大学名誉教授。青山学院大学会計プロフェッション研究科長、亜細亜大学副学長、会計大学院協会理事長などを歴任。

## 人物・経歴
東京都生まれ。1967年明治大学商学部商学科卒業。1968年度公認会計士第3次試験合格。公認会計士及び税理士。1972年明治大学大学院商学研究科博士課程単位取得。2002年明治大学より博士（経営学）の学位を取得。城西大学経済学部経営学科助教授、亜細亜大学短期大学部教授、亜細亜大学短期大学部部長、亜細亜大学理事、亜細亜大学副学長、大東文化大学経営学部経営学科教授、青山学院大学経営学部教授、青山学院大学専門職大学院会計プロフェッション研究科長・教授を経て、青山学院大学名誉教授、学校法人青山学院常任監事。
この間、2004年日本公認会計士協会学術賞審査委員長、2005年日本公認会計士協会公会計委員会委員長、2006年会計大学院協会理事長、総務省公営企業会計制度に関する実務研究会座長、2007年総務省地方公営企業等金融機構の財務会計に関する研究会座長、総務省健全化法に係る損失補償債務等評価基準検討WT座長、2008年国税庁東京国税局入札等監視委員会委員長、東京都地方独立行政法人評価委員会委員、2009年さいたま市外郭団体経営改革推進委員会委員長、2010年地方公共団体金融機構経営審議委員、内閣府行政刷新会議民間評価者等。

## 著書
- 『会計士監査論 : 監査の質的管理の研究』中央経済社 1986年
- 『要説税務会計』（鈴木明男と共著）税務経理協会 1986年
- 『現代簿記論』（編著）税務経理協会 1986年
- 『法人税の基本演習』（小松芳明と共著）中央経済社 1987年
- 『不動産の会計と税務』中央経済社 1988年
- 『業種別消費税対策』中央経済社 1989年
- 『財産をまもる税金の計算 : 比較税金学のすすめ』中央経済社 1991年
- 『英文会計テキスト』（山口幸三と共著）中央経済社 1991年
- 『税金の手引き : 土地・建物の』有朋社 1992年
- 『公会計監査の基準と手続 : 国,地方自治体,パブリックセンター監査の国際比較』中央経済社 1992年
- 『総説税務会計』（鈴木明男と共著）税務経理協会 1993年
- 『税務会計法 : 判例・裁決例の検討と課税比較』中央経済社 1994年
- 『フローチャートでわかる経理のしくみ』中央経済社 1996年
- 『非営利組織体の会計』（杉山学と共編著）中央経済社 2002年
- 『日本国政府会計の分析 : 特別会計制度の改革をめざして』（編著）中央経済社 2002年
- 『セメスター法人税法』（鈴木明男と共編著）税務経理協会 2003年
- 『忘れちゃならない経理の作法 : フローチャート思考術』中央経済社 2002年
- 『政府・自治体・パブリックセクターの公監査基準』中央経済社 2004年
- 『法人税法の3つの課税原則 : 判例・裁決例の検討と課税比較』中央経済社 2005年
- 『内部統制の文書化対策 : フローチャート方式で万全』中央経済社 2006年
- 『公監査』同文舘出版 2006年
- 『オーナー経営者のための会社と不動産の税務』（編著）東京六法出版 2006年
- 『自治体の会計・監査・連結経営ハンドブック : 財政健全化法制の完全解説』中央経済社 2008年
- 『地方自治体の財政健全化指標の算定と活用』大蔵財務協会 2009年
- 『公会計講義』（兼村高文と共編著）税務経理協会 2010年
- 『法人税法の解釈と計算 : 判例と実務』大蔵財務協会 2012年
- 『業績 行政成果 公監査論』税務経理協会 2013年
- 『ズバッとわかる改正消費税法の活用と業種別ケーススタディ』同文舘出版 2013年
- 『財産・事業・一族承継のノウハウ : なるほど税務』ぎょうせい 2014年
- 『公会計・公監査の基礎と実務 : 地方公共団体の公会計改革を目指して』法令出版 2014年
- 『自治体経営監査マニュアル』（編著）ぎょうせい 2014年
- 『なるほど税務財産・事業・一族承継のノウハウ』中央経済社 2014年
- 『新地方公会計財務書類作成統一基準 : ポイント解説』（編著）ぎょうせい 2014年
- 『新統一地方公会計基準 : 解説と財務書類活用の20ケース』（編著）税務経理協会 2016年
- 『新地方公会計統一基準の完全解説 : 公会計・公監査の考え方とすすめ方』中央経済社 2016年
- 『100問100答新地方公会計統一基準 : 財務書類の作成と活用手法』（編著）ぎょうせい 2016年
- 『相続の税務診断 : 争続・騒続・爽続ケース100』中央経済社 2017年
- 『学校法人の経営監査・監事監査・内部監査ハンドブック : 学校全業務の経営リスク管理の留意点と監査要点』中央経済社 2018年
- 『実例新地方公会計統一基準と財務書類の活用』（山本清と共編著）中央経済社 2020年
- 『事業別地方公営企業の経営・財務戦略』（山本清と共編著）中央経済社 2021年